# Mistrzostwa Polski par mieszanych w curlingu
Mistrzostwa Polski par mieszanych w curlingu – coroczne zawody curlingowe, wyłaniające najlepszą dwójkę mikstową w kraju. Rozgrywane były w latach 2008-2009 oraz od 2015.
Mistrzostwa wyłaniają reprezentację Polski na mistrzostwa świata par mieszanych. Od 2010 roku Polski Związek Curlingu zrezygnował z organizowania mistrzostw i wysyłania reprezentacji na światowy czempionat, ale w 2014 Polacy wrócili na mistrzostwa świata za sprawą Adeli Walczak i Łukasza Piworowicza, a od 2015 wznowiono rozgrywanie MPPM. W 2020 roku mistrzostwa nie odbyły się ze względu na pandemię COVID-19.

## Wyniki
| Rok  | Miasto               | Liczba par | Złoto                                                                    | Srebro                                                              | Brąz                                                          |
| ---- | -------------------- | ---------- | ------------------------------------------------------------------------ | ------------------------------------------------------------------- | ------------------------------------------------------------- |
| 2008 | Gliwice, Toruń, Łódź | 37         | Śląski Klub Curlingowy Katowice Agnieszka Ogrodniczek, Damian Herman     | Media Curling Club Warszawa Marta Szeliga-Frynia, Paweł Frynia      | City Curling Club Warszawa Krystyna Beniger, Rymwid Błaszczak |
| 2009 | Gliwice              | 41         | Media Curling Club Warszawa Agnieszka Ogrodniczek, Damian Herman         | Media Curling Club Warszawa Katarzyna Wicik, Wojciech Woyda         | City Curling Club Warszawa Krystyna Beniger, Rymwid Błaszczak |
| 2015 | Warszawa             | 18         | City Curling Club Warszawa Karolina Florek, Szymon Molski                | AZS Gliwice Marta Pluta, Damian Herman                              | AZS Gliwice Ewa Stych, Tomasz Bosek                           |
| 2016 | Warszawa             | 13         | Aneta Lipińska, Michał Janowski                                          | Joanna Waryszak, Andrzej Augustyniak                                | Marta Pluta, Damian Herman                                    |
| 2017 | Warszawa             | 20         | Karolina Florek, Damian Herman                                           | Magdalena Wróbel, Aleksander Grzelka                                | Adela Walczak, Andrzej Augustyniak                            |
| 2018 | Warszawa             | 18         | Polska Organizacja Sportowa Łódź Katarzyna Staszczak, Aleksander Grzelka | AZS Gliwice Ewa Nogły, Konrad Stych                                 | City Curling Club Warszawa Aneta Lipińska, Michał Janowski    |
| 2019 | Łódź                 | 26         | Polska Organizacja Sportowa Łódź Zuzanna Rybicka, Bartosz Dzikowski      | Polska Organizacja Sportowa Łódź Marta Szeliga-Frynia, Paweł Frynia | City Curling Club Warszawa Aneta Lipińska, Michał Janowski    |
| 2020 |                      |            | Mistrzostwa zostały odwołane.                                            | Mistrzostwa zostały odwołane.                                       | Mistrzostwa zostały odwołane.                                 |
| 2021 | Łódź                 | 10         | Ewa Nogły, Konrad Stych                                                  | Aneta Lipińska, Michał Janowski                                     | Adela Walczak, Andrzej Augustyniak                            |